# ماشیتو
ماشیتو (به ایتالیایی: Maschito) یک کومونه در ایتالیا است که در استان پوتنزا واقع شده‌است.

## خصوصیات
ماشیتو ۴۵ کیلومترمربع مساحت و ۱٬۸۳۴ نفر جمعیت دارد و ۵۹۴ متر بالاتر از سطح دریا واقع شده‌است.